# بات بيترسن
بات بيترسن (بالإنجليزية: Pat Petersen)‏ هو عداء مراثوني أمريكي، ولد في 3 ديسمبر 1959 في روكفيل سنتر في الولايات المتحدة، وتوفي في 31 مايو 2015.